# مازیتوو
مازیتوو (به لاتین: Mazitovo) یک منطقهٔ مسکونی در روسیه است که در باشقیرستان واقع شده‌است.